# Tuyết tùng Himalaya
Tuyết tùng Himalaya (tên khoa học: Cedrus deodara) là một loài thực vật hạt trần trong họ Thông. Loài này được (Roxb. ex Lamb.) G.Don miêu tả khoa học đầu tiên năm 1830.
Loài này phân bố ở độ cao 1.500–3.200 m (4.921–10.499 ft). Thân cây có thể cao đến 40–50 m (131–164 ft), một số trường hợp ngoại lệ có thể cao đến 60 m (197 ft) với đường kính thâm đến 3 m (10 ft).